# 27 de novembro
27 de novembro é o 331.º dia do ano no calendário gregoriano (332.º em anos bissextos). Faltam 34 dias para acabar o ano.

## Eventos históricos

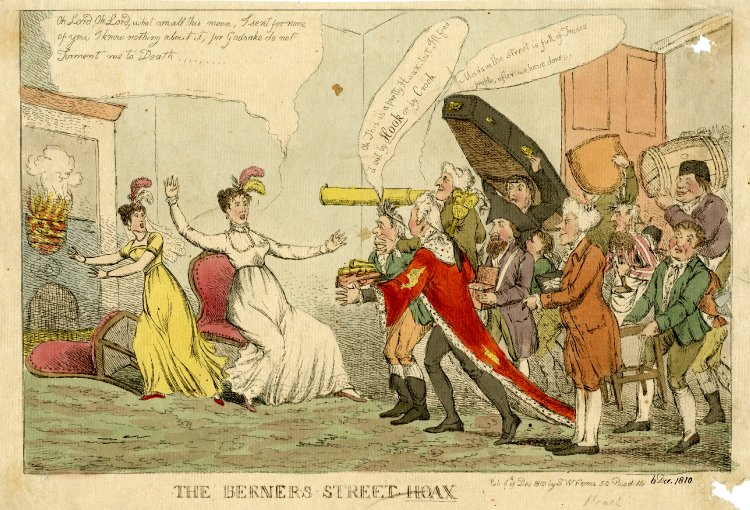
1809: O Logro da rua Berners, caricatura

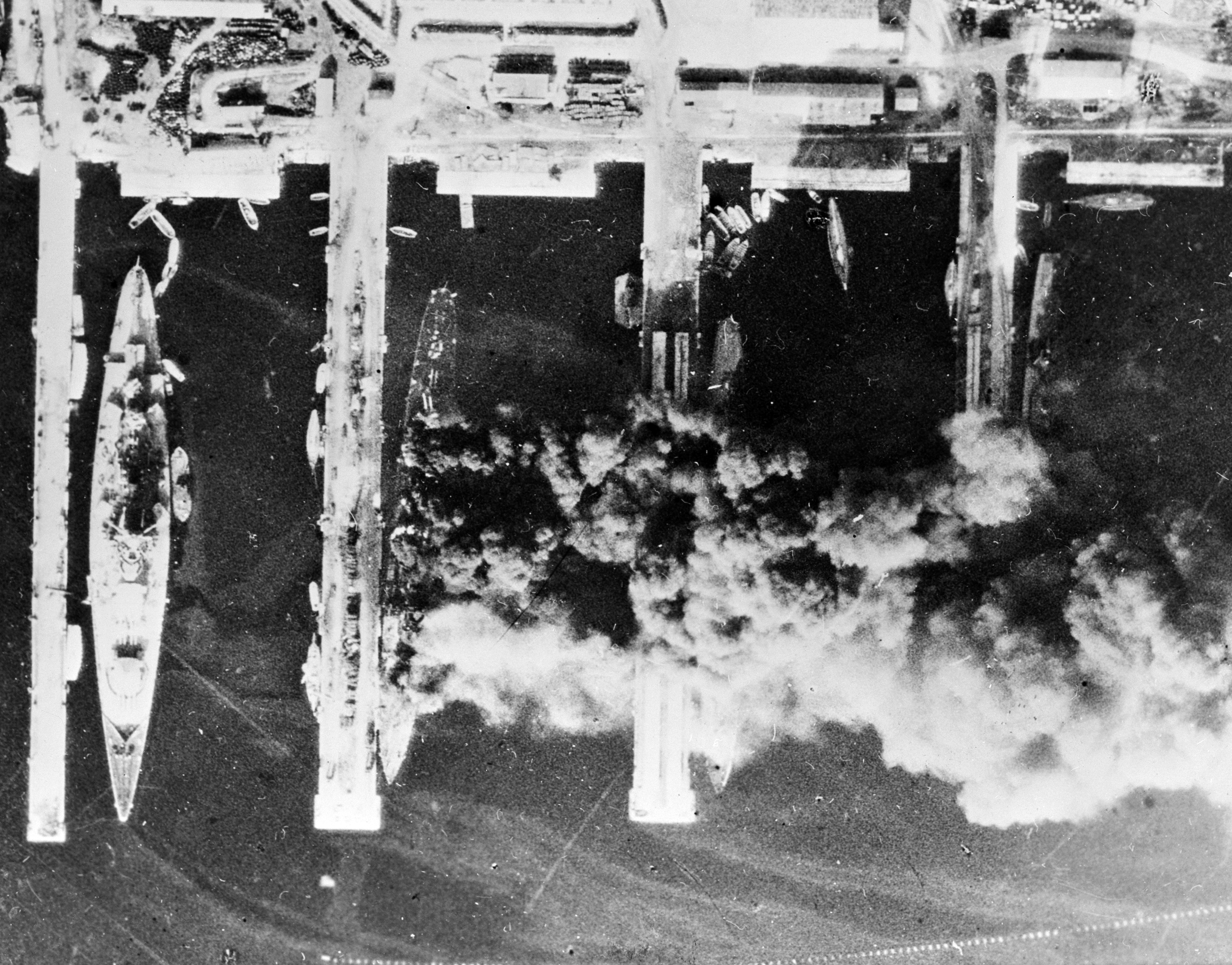
1942: Afundamento da frota francesa em Toulon

- 0025 — Luoyang é declarada capital da dinastia Han Oriental da China pelo imperador Guang Wudi.
- 0176 — O imperador Marco Aurélio concede a seu filho Cômodo a patente de "Imperator" e o torna o comandante supremo das legiões romanas.
- 0395 — Rufino, prefeito pretoriano do Oriente, é assassinado por mercenários godos sob o comando de Gainas.
- 0511 — O rei Clóvis I, o primeiro rei da França, morre em Lutécia (atual Paris) e é enterrado na Abadia de Sainte-Geneviève.
- 0602 — O imperador romano-oriental (bizantino) Maurício é forçado a assistir o usurpador Focas executar seus cinco filhos antes de ser decapitado por ordens do usurpador.
- 1095 — O Papa Urbano II declara a Primeira Cruzada no Concílio de Clermont.
- 1809 — O Logro da rua Berners foi praticado por Theodore Hook na cidade de Westminster, Londres.
- 1830 — Santa Catarina Labouré experiência uma aparição mariana.
- 1835 — James Pratt e John Smith são enforcados em Londres; eles são os dois últimos a serem executados por sodomia na Inglaterra. Vale ressaltar que na mesma época a homossexualidade já era legalizada no Brasil, desde 1830, enquanto ainda era ilegal em Portugal (sendo legalizada em 1852, recriminalizada em 1886 e descriminalizada em 1982).
- 1838 — Uma força naval francesa bombardeia Veracruz, México, iniciando a Guerra dos pastéis.
- 1856 — O Golpe de 1856 leva ao Luxemburgo a adoção unilateral de uma nova constituição reacionária.
- 1863 — Guerra civil americana: o líder da cavalaria confederada John Hunt Morgan e vários de seus homens escapam da Penitenciária de Ohio e retornam em segurança para o sul.
- 1895 — No clube sueco-norueguês de Paris, Alfred Nobel assina sua última vontade e testamento, reservando sua propriedade para criar o Prêmio Nobel depois de sua morte.
- 1896 — O poema sinfônico Also sprach Zarathustra de Richard Strauss é apresentado pela primeira vez em Francoforte, Alemanha.
- 1910 — Revolta da Chibata: A anistia foi aprovada pela Câmara. Às 19 horas, os amotinados aceitaram oficialmente as disposições relativas à anistia, encerrando a revolta.
- 1912 — A Espanha declara um protetorado sobre a costa norte de Marrocos.
- 1918 — A Makhnovtchina é estabelecida no que é hoje parte da atual Ucrânia.
- 1935 — Levante comunista no Rio de Janeiro, a Intentona Comunista, tentativa de golpe contra o governo de Getúlio Vargas.
- 1940
  - Na Romênia, o partido fascista da Guarda de Ferro, no poder, assassina mais de 60 prisioneiros que ajudaram o rei Carlos II da Romênia e outros dissidentes políticos.
  - Segunda Guerra Mundial: na Batalha do Cabo Spartivento, a Marinha Real Britânica enfrenta a Marinha Real Italiana no Mar Mediterrâneo.
- 1942 — Segunda Guerra Mundial: em Toulon, a marinha francesa afunda seus navios e submarinos para mantê-los fora das mãos nazistas.
- 1945 — Reino da Noruega é admitido como Estado-Membro da ONU.
- 1971 — O veículo orbital Marte 2 do programa espacial soviético lança um módulo aterrissador. Funciona mal e se espatifa, mas é o primeiro objeto artificial a atingir a superfície de Marte.
- 1978
  - Em San Francisco, o prefeito da cidade George Moscone e o vereador abertamente homossexual Harvey Milk são assassinados pelo ex-vereador Dan White. Vale ressaltar que a homossexualidade havia sido legalizada no estado da Califórnia na década de 1970, mas somente em 2003 que foi legalizada em todos os Estados Unidos.
  - O Partido dos Trabalhadores do Curdistão (PKK) é fundado na aldeia turca de Fis.
- 1979 — Extinção do Movimento Democrático Brasileiro (MDB).
- 1983 — Voo Avianca 011: um Boeing 747 cai perto do Aeroporto de Barajas, em Madri, matando 181 pessoas.
- 1985 — Cometa Halley, o mais famoso dos cometas, atinge o ponto mais próximo ao Planeta Terra.
- 1989 — Voo Avianca 203: um Boeing 727 explode no ar sobre a Colômbia, matando todas as 107 pessoas a bordo e três no chão. O Cartel de Medellín assumirá a responsabilidade pelo ataque.
- 1992 — Pela segunda vez no ano, as forças armadas venezuelanas tentam depor o presidente Carlos Andrés Pérez na Venezuela.
- 2001 — Uma atmosfera de hidrogênio é descoberta no planeta extra-solar Osíris pelo Telescópio Espacial Hubble, a primeira atmosfera detectada em um planeta extra-solar. Osíris orbita uma estrela localizada na Constelação de Pégaso.
- 2004 — O Papa João Paulo II devolve as relíquias de São João Crisóstomo à Igreja Ortodoxa.
- 2006 — A Câmara dos Comuns do Canadá aprova uma moção introduzida pelo Primeiro-ministro Stephen Harper reconhecendo a província francófona de Quebeque como uma nação dentro do Canadá.
- 2011 — A UNESCO classificou o fado como Patrimônio Cultural Imaterial da Humanidade.
- 2014 — A UNESCO classificou o cante alentejano como Patrimônio Cultural Imaterial da Humanidade.
- 2020 — O principal cientista nuclear do Irã, Mohsen Fakhrizadeh, é assassinado perto de Teerã.

## Nascimentos

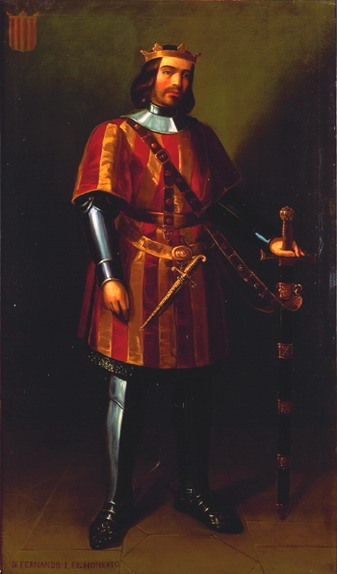
Fernando I de Aragão

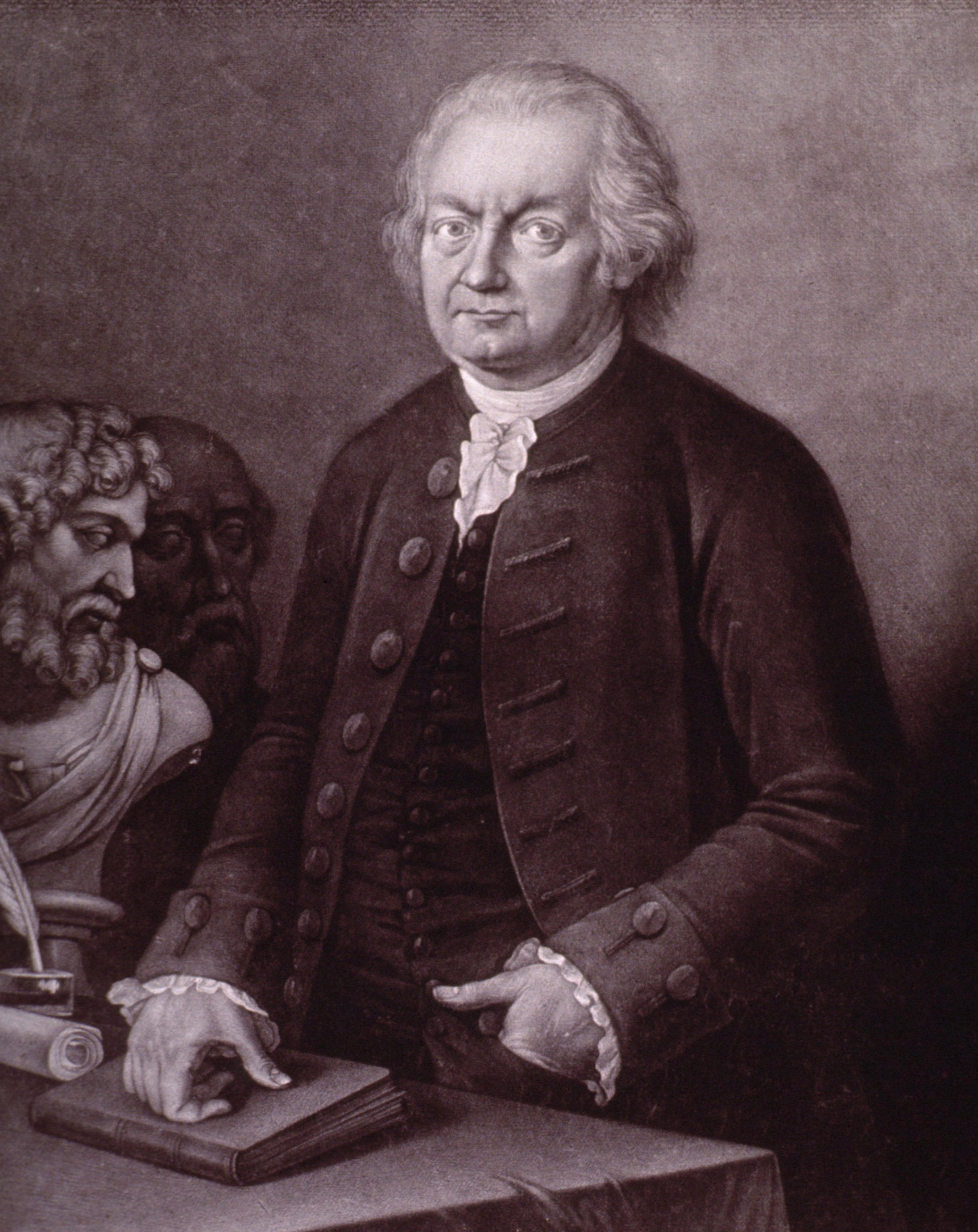
Johann Gottlob Leidenfrost

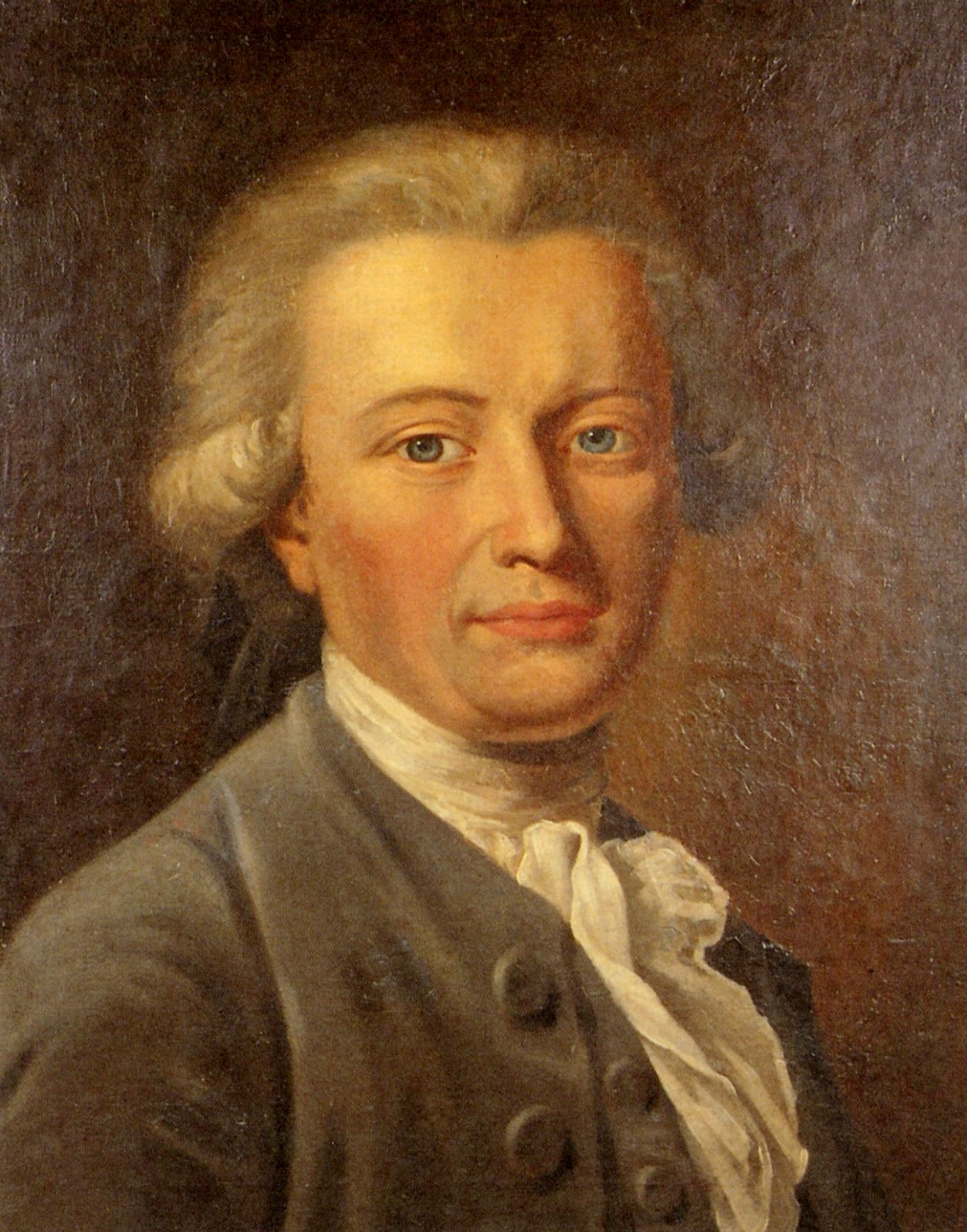
Georg Forster

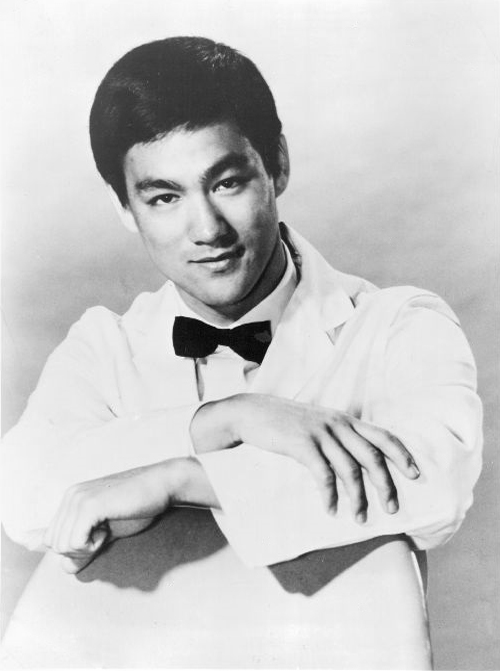
Bruce Lee

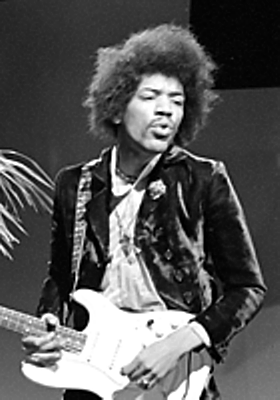
Jimi Hendrix

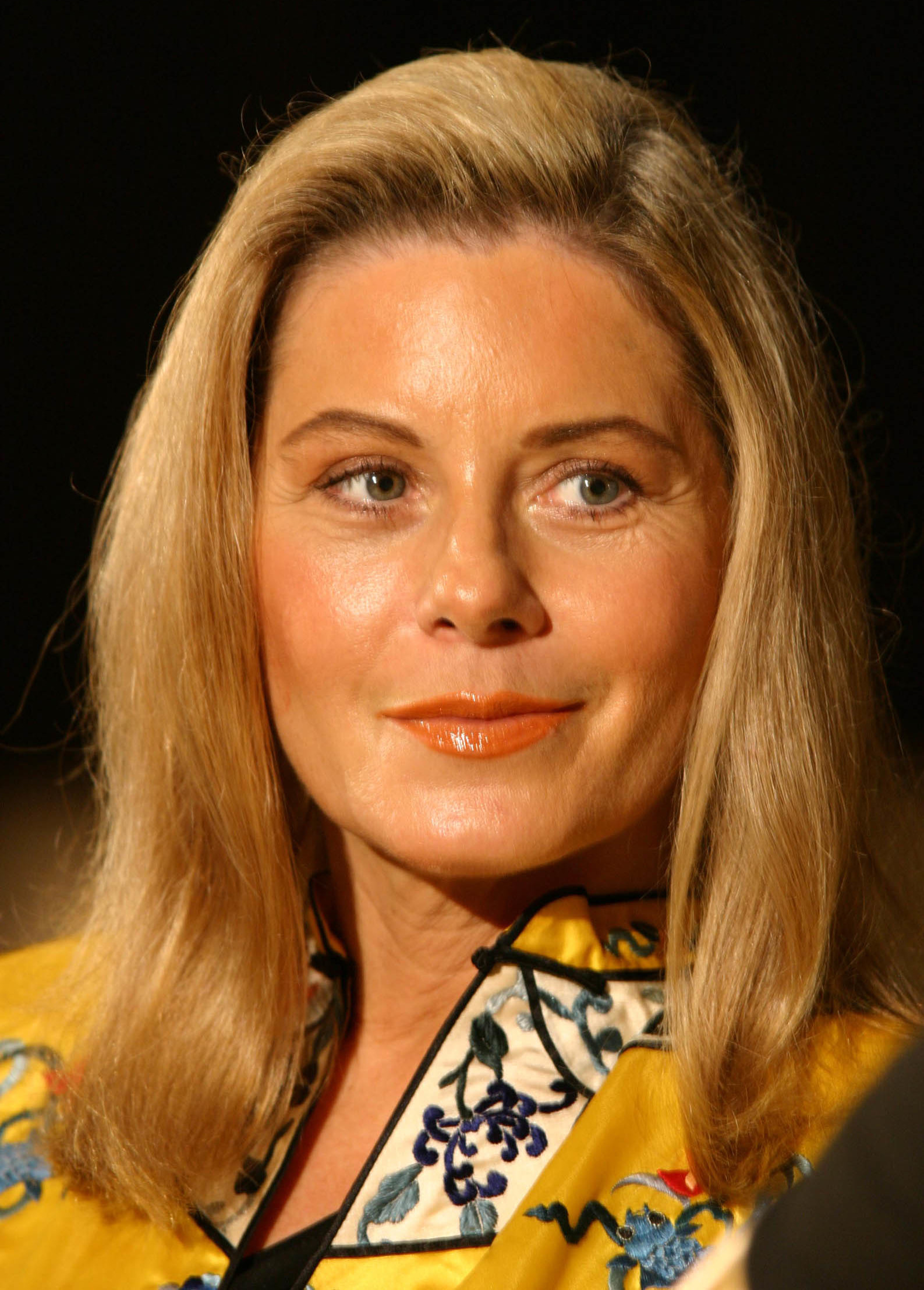
Vera Fischer

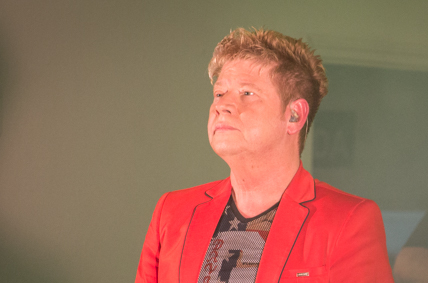
Roberto Leal

### Anterior ao século XIX
- 1380 — Fernando I de Aragão (m. 1416).
- 1422 — Gastão IV, Conde de Foix (m. 1472).
- 1630 — Sigismundo Francisco, Arquiduque da Áustria (m. 1665).
- 1635 — Françoise d'Aubigné, marquesa de Maintenon (m. 1719).
- 1661 — Fiódor Apraksin, almirante russo (m. 1728).
- 1668 — Henri François d'Aguesseau, magistrado francês (m. 1751).
- 1701 — Anders Celsius, astrônomo sueco (m. 1744).
- 1715 — Johann Gottlob Leidenfrost, médico e alemão alemão (m. 1794).
- 1754 — Georg Forster, naturalista, etnólogo e jornalista alemão (m. 1794).

### Século XIX
- 1809 — Fanny Kemble, atriz e escritora britânica (m. 1893).
- 1844 — Vital Maria Gonçalves de Oliveira, bispo católico brasileiro (m. 1878).
- 1850 — Paulo Alves, empresário e político brasileiro (m. 1908).
- 1857 — Charles Scott Sherrington, cientista britânico (m. 1952).

### Século XX

#### 1901–1950
- 1903 — Lars Onsager, físico e químico norueguês (m. 1976).
- 1905
  - Afonso Arinos de Melo Franco, jurista, político, historiador, professor, ensaísta e crítico brasileiro (m. 1990).
  - Conchita Barrecheguren, jovem espanhola (m. 1927).
- 1911 — Benjamim de Sousa Gomes, bispo brasileiro (m. 1995).
- 1918 — Maria Feijó, bibliotecária e escritora brasileira (m. 2001).
- 1927 — Carlos José Castilho, goleiro e treinador brasileiro de futebol (m. 1985).
- 1935 — Raduan Nassar, escritor brasileiro.
- 1936
  - Anita Leocádia Prestes, historiadora brasileira.
  - Joel Barcelos, ator brasileiro (m. 2018).
- 1939 — Laurent-Désiré Kabila, político congolês (m. 2001).
- 1940 — Bruce Lee, ator estadunidense e lutador de artes marciais chinesas (m. 1973).
- 1941 — Aimé Jacquet, treinador francês de futebol.
- 1942
  - Jimi Hendrix, guitarrista estadunidense (m. 1970).
  - Manolo Blahnik, designer de sapatos espanhol.
- 1944 — Eddie Rabbitt, cantor norte-americano (m. 1998).
- 1948 — James Avery, ator e dublador norte-americano (m. 2013).

#### 1951–2000
- 1951
  - Vera Fischer, atriz brasileira.
  - Roberto Leal, ator e cantor português (m. 2019).
- 1957 — Kenny Acheson, automobilista irlandês.
- 1960
  - Iúlia Timochenko, política ucraniana.
  - Eike Immel, futebolista alemão.
- 1963
  - Duília de Mello, astrônoma brasileira.
  - Fisher Stevens, ator norte-americano.
- 1964
  - Marina Cherkasova, patinadora artística soviética.
  - Roberto Mancini, futebolista e treinador de futebol italiano.
  - Robin Givens, atriz americana.
- 1965 — Rachida Dati, política francesa.
- 1967 — João Cunha e Silva, ex-tenista português.
- 1968 — Michael Vartan, ator francês.
- 1969 — Myles Kennedy, cantor, compositor e guitarrista norte-americano.
- 1970 — Brooke Langton, atriz estadunidense.
- 1971 — Kirk Acevedo, ator americano.
- 1972
  - Maya Pedersen-Bieri, piloto de skeleton suíça.
  - Youichi Ui, motociclista japonês.
- 1973 — Tadanobu Asano, ator japonês.
- 1974 — Kirk Acevedo, ator norte-americano.
- 1975 — Ruben Fontes, automobilista brasileiro.
- 1976 — Jaleel White, ator, comediante e escritor estadunidense.
- 1977 — Fábio Costa, futebolista brasileiro.
- 1978
  - Radek Štěpánek, tenista tcheco.
  - Shy Love, atriz porto-riquenha.
- 1979 — Brendan Haywood, ex-jogador norte-americano de basquete.
- 1980 — Jackie Greene, cantor, compositor e músico estadunidense.
- 1981 — Bruno Alves, futebolista português.
- 1982 — Priscila Assum, atriz brasileira.
- 1983
  - Diego Giaretta, futebolista brasileiro.
  - Professor Green, rapper britânico.
- 1984 — Sanna Nielsen, cantora sueca.
- 1985
  - Lauren C. Mayhew, atriz e cantora estadunidense.
  - Hugo Gloss, jornalista e blogueiro brasileiro.
- 1986 — Sarah Steyaert, velejadora francesa.
- 1987 — Lashana Lynch, atriz britânica.
- 1988 — Tiago Geronimi, automobilista brasileiro.
- 1989 — Freddie Sears, futebolista britânico.
- 1990 — Juliano Reis, cantor brasileiro.
- 1991 — Cynthia Senek, atriz brasileira.
- 1992
  - Laetitia Dugain, ginasta francesa.
  - Park Chanyeol, cantor, compositor, instrumentista e ator sul-coreano.
- 1994 — Bivolt, cantora, compositora e modelo brasileira.
- 1995 — Charles Jourdain, lutador canadense.
- 1996 — Marie-Ève Gahié, judoca francesa.
- 1998 — Alisher Yusupov, judoca uzbeque.
- 1999
  - Emma Muscat, cantora maltesa.
  - Oscar Tshiebwe, jogador congolês de basquete.
- 2000 — Nuno Pereira, atleta português.

### Século XXI
- 2001 — Zoe Colletti, atriz norte-americana.

## Mortes

### Anterior ao século XIX
- 8 a.C. — Horácio, poeta romano (n. 65 a.C..
- 0395 — Rufino, estadista gaulês (n. 335).
- 0450 — Gala Placídia, imperatriz romana do Ocidente (n. 392).
- 0511 — Clóvis I, primeiro rei dos Francos (n. c. 466).
- 0602 — Maurício, imperador bizantino (n. 539).
- 1198 — Constança da Sicília, rainha da Germânia e Sicília (n. 1154).
- 1382 — Filipe van Artevelde, ativista político flamengo (n. 1340).
- 1555 — Luís, Duque de Beja (n. 1506).
- 1252 — Branca de Castela, rainha consorte da França (n. 1188).
- 1709 — António Marques Lésbio, compositor português (n. 1639).
- 1763 — Isabel de Parma, arquiduquesa consorte da Áustria (n. 1741).

### Século XIX
- 1835 — Emily Cecil, Marquesa de Salisbury, artista e desportista britânica (n. 1750).
- 1852 — Ada Lovelace, matemática e escritora britânica (n. 1815).
- 1895 — Alexandre Dumas, filho, escritor francês (n. 1824).

### Século XX
- 1936 — Edward Bach, bacteriologista e patologista britânico (n. 1886).
- 1953 — Eugene O'Neill, dramaturgo americano (n. 1888).
- 1955 — Luís de Freitas Branco, compositor português (n. 1890).
- 1971 — Barão de Itararé, jornalista e articulista brasileiro (n. 1895).
- 1981 — Cláudio Coutinho, militar, preparador físico e treinador de futebol brasileiro (n. 1939).
- 1983
  - Teotônio Vilela, político brasileiro (n. 1917).
  - Manuel Scorza, escritor peruano (n. 1928).
- 1994 — Fernando Lopes-Graça, músico português (n. 1906).
- 1999 — Alain Peyrefitte, pensador, político e diplomata francês (n. 1925).

### Século XXI
- 2004 — Fernando Valle, político português (n. 1900).
- 2006 — Jece Valadão, ator brasileiro. (n. 1930).
- 2013 — Nílton Santos, futebolista brasileiro. (n. 1925).
- 2014 — P. D. James, escritora britânica. (n. 1920).
- 2017 — Fanny Abramovich, escritora e jornalista brasileira (n. 1940).
- 2020 — Kevin Burnham, velejador estadunidense (n. 1956).
- 2022 — Maurice Norman, futebolista inglês (n. 1934).

## Feriados e eventos cíclicos

### Portugal
- Feriado municipal da cidade de Guarda

### Brasil
- Dia do Técnico em segurança do trabalho
- Dia Nacional de Combate ao Câncer
- Dia Nacional de Luta contra o Câncer de Mama
- Feriado municipal da cidade de Umarizal, Rio Grande do Norte
- Feriado municipal da cidade de Mombaça, Ceará (aniversário da cidade)

### Cristianismo
- Barlaão e Josafá
- Nossa Senhora das Graças
- Raimundo Lúlio
- Vicente, Sabina e Cristeta

## Outros calendários
- No calendário romano era o 5º (V) dia antes das calendas de dezembro.
- No calendário litúrgico tem a letra dominical B para o dia da semana.
- No calendário gregoriano a epacta do dia é xxv ou xxiv.